# 南東部地域 (ブラジル)
南東部地域(ポルトガル語: Região Sudeste do Brasil)は、ブラジル南東部の地域。
2016年の人口は8635万6952人で、全国の41.9%を占め、5地域中最大。
エスピリト・サント州、サン・パウロ州、ミナス・ジェライス州、リオ・デ・ジャネイロ州の4州から成る。
最大都市はサン・パウロ。

## 隣接地域
- 北：北東部地域
- 東～南：大西洋
- 南西：南部地域
- 西：中西部地域

## 主要都市

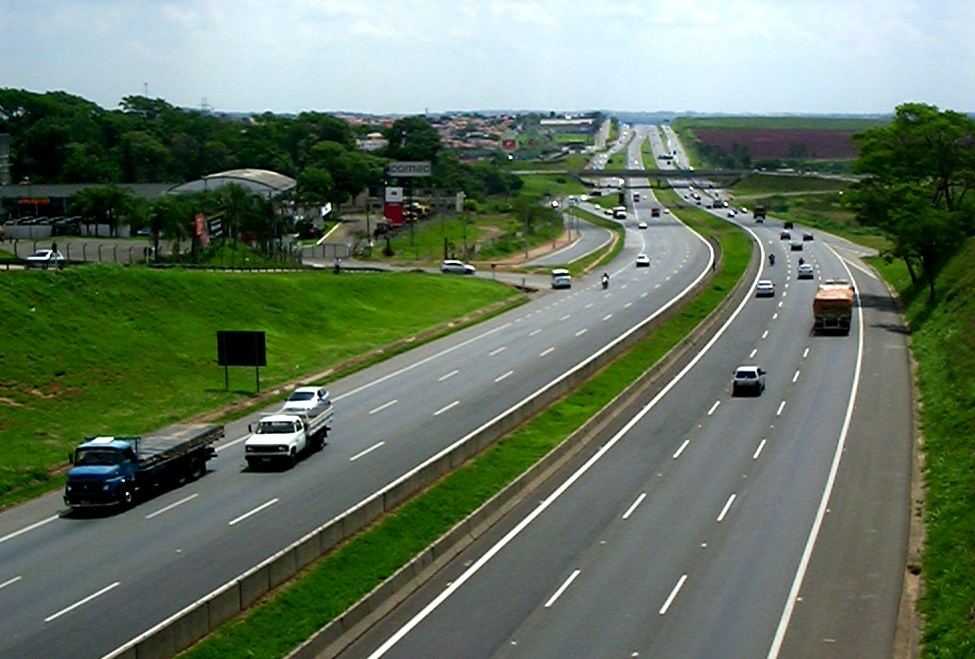
カンピーナスのドム・ペドロ高速道路

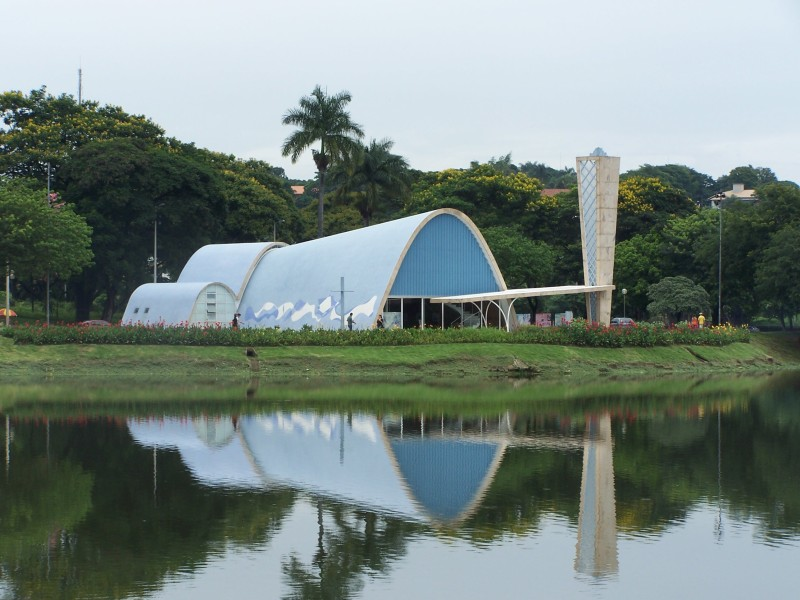
ベロ・オリゾンテ市のパンプーリャ教会

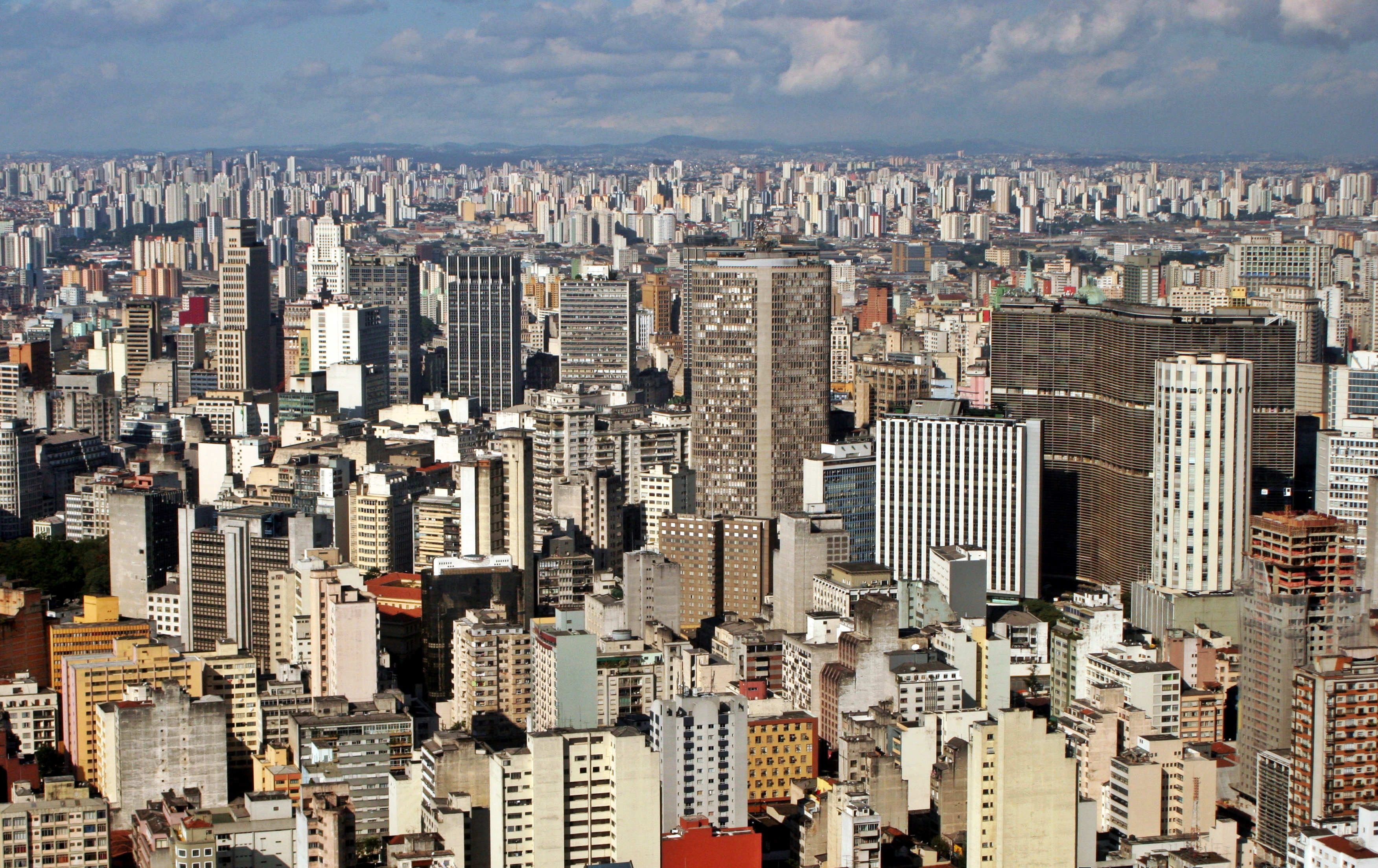
サン・パウロ市

人口は2016年7月1日の値。35万人以上の都市を挙げる。
- サン・パウロ：1192万9960人(サン・パウロ州州都)
- リオ・デ・ジャネイロ：649万8840人(リオ・デ・ジャネイロ州州都、旧首都)
- ベロ・オリゾンテ：251万3450人(ミナス・ジェライス州州都)
- グアルーリョス：133万7090人
- カンピーナス：115万3190人
- サン・ゴンサロ：104万3300人
- ドゥケ・デ・カシアス：88万3900人
- サン・ベルナルド・ド・カンポ：80万8490人
- ノヴァ・イグアス：78万8730人
- サント・アンドレ：71万2750人
- オザスコ：69万6380人
- サン・ジョゼ・ドス・カンポス：68万1830人
- リベイラン・プレト：67万2490人
- コンタジェン：65万1590人
- ウベルランジア：65万1100人
- ソロカーバ：64万5840人
- ジュイス・デ・フォーラ：55万3270人
- ニテロイ：49万7880人
- ベルフォード・ロッショ：49万4140人
- セラ（英語版）：49万710人
- ヴィラ・ヴェーリャ：47万7340人
- サン・ジョアン・デ・メリチ（英語版）：46万540人
- マウアー（英語版）：45万7700人
- カンポス・ドス・ゴイタカゼス（英語版）：43万9900人
- ベチン：41万9270人
- サントス：43万4030人
- サン・ジョゼー・ド・リオ・プレト：41万9550人
- ディアデマ（英語版）：41万5180人
- モジ・ダス・クルーゼス：39万5590人
- カラピクイバ：39万4460人
- ジュンジアイ：38万8290人
- ピラシカーバ：38万5950人
- モンテス・クラロス（英語版）：37万9040人
- カリアシカ：37万2380人
- バウル：36万3190人
- ヴィトーリア：35万9550人(エスピリト・サント州州都)
- サン・ビセンテ（英語版）：35万7310人
- イタクアケセトゥバ（英語版）：35万6770人

## 人種
| 肌の色/人種 (IBGE/2010) | %      |
| ----------------------- | ------ |
| 白人                    | 55.16% |
| 混血                    | 35.69% |
| アフリカ系              | 7.91%  |
| アジア系                | 1.11%  |
| 先住民                  | 0.12%  |
| 不明                    | 0.01%  |

## 経済
サン・パウロ州だけでブラジルのGDPの約1/3の5500億ドルを稼ぐ。
これは南米でブラジルに次いで2番目の経済規模で、行政区画単位では中南米最大である。
経済の中心は機械や自動車、航空、接客、金融、商業、繊維、蜜柑、砂糖黍、珈琲である。

## 教育

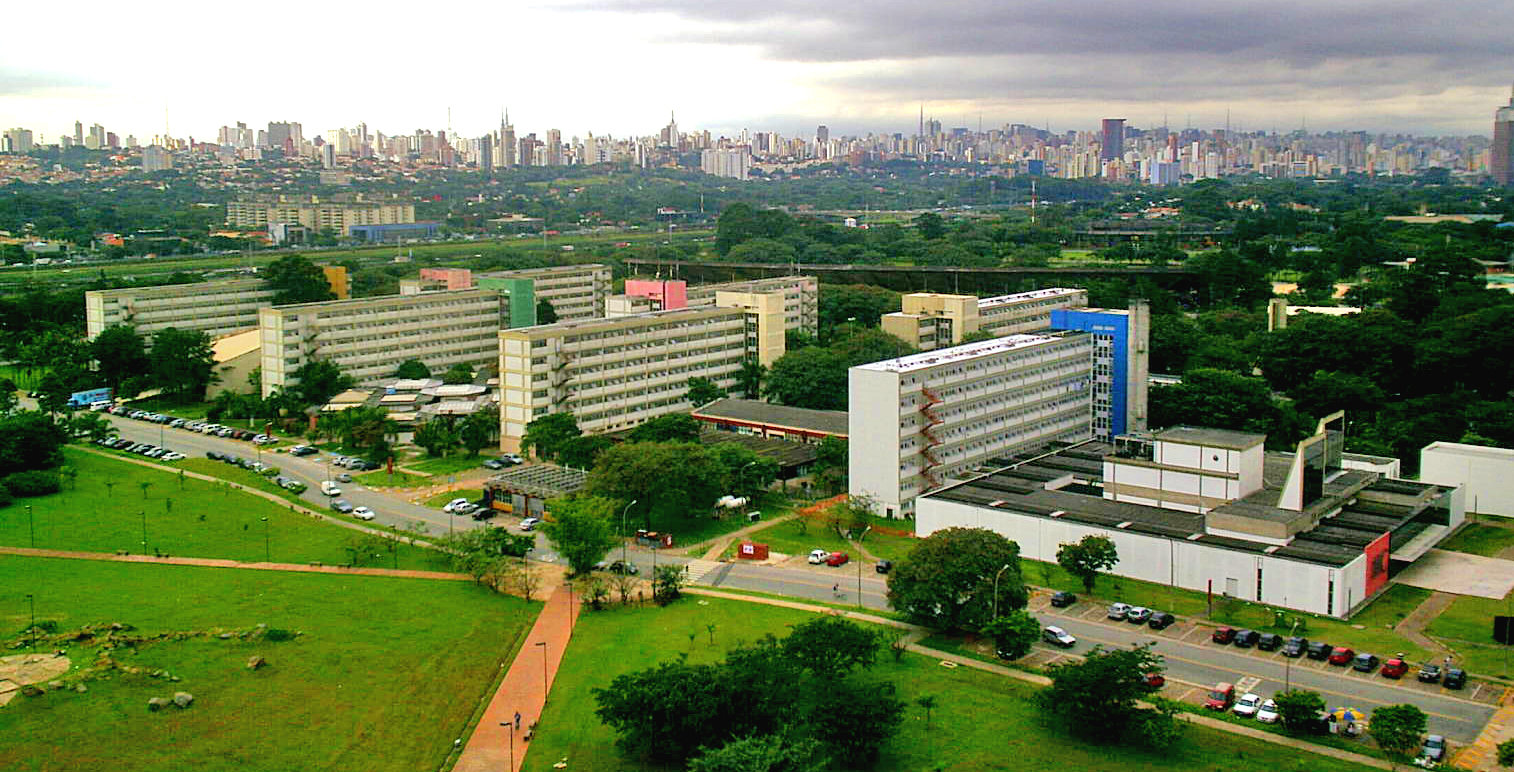
サン・パウロ大学

公用語のポルトガル語は小学校から学ぶ。
高校では英語やスペイン語を学び始める。
フランス語も広く学ばれる。
- ヴィソーザ連邦大学 (UFV)
- ウベルランジア連邦大学（英語版） (Ufu)
- エスピリト・サント連邦大学（英語版） (Ufes)
- オウロ・プレート連邦大学（英語版） (Ufop)
- カンピーナス大学（英語版） (Unicamp)
- サン・カルロス連邦大学（英語版） (UFSCar)
- サン・パウロ州立大学（英語版） (Unesp)
- サン・パウロ大学 (USP)
- サン・パウロ連邦大学 (Unifesp)
- ジュイス・デ・フォーラ連邦大学（英語版） (UFJF)
- フルミネンセ連邦大学（英語版） (UFF)
- ミナス・ジェライス連邦大学 (UFMG)
- ラブラス連邦大学（英語版） (UFLA)
- リオ・デ・ジャネイロ州立大学 (UERJ)
- リオ・デ・ジャネイロ連邦大学 (UFRJ)

## 交通

### 空路

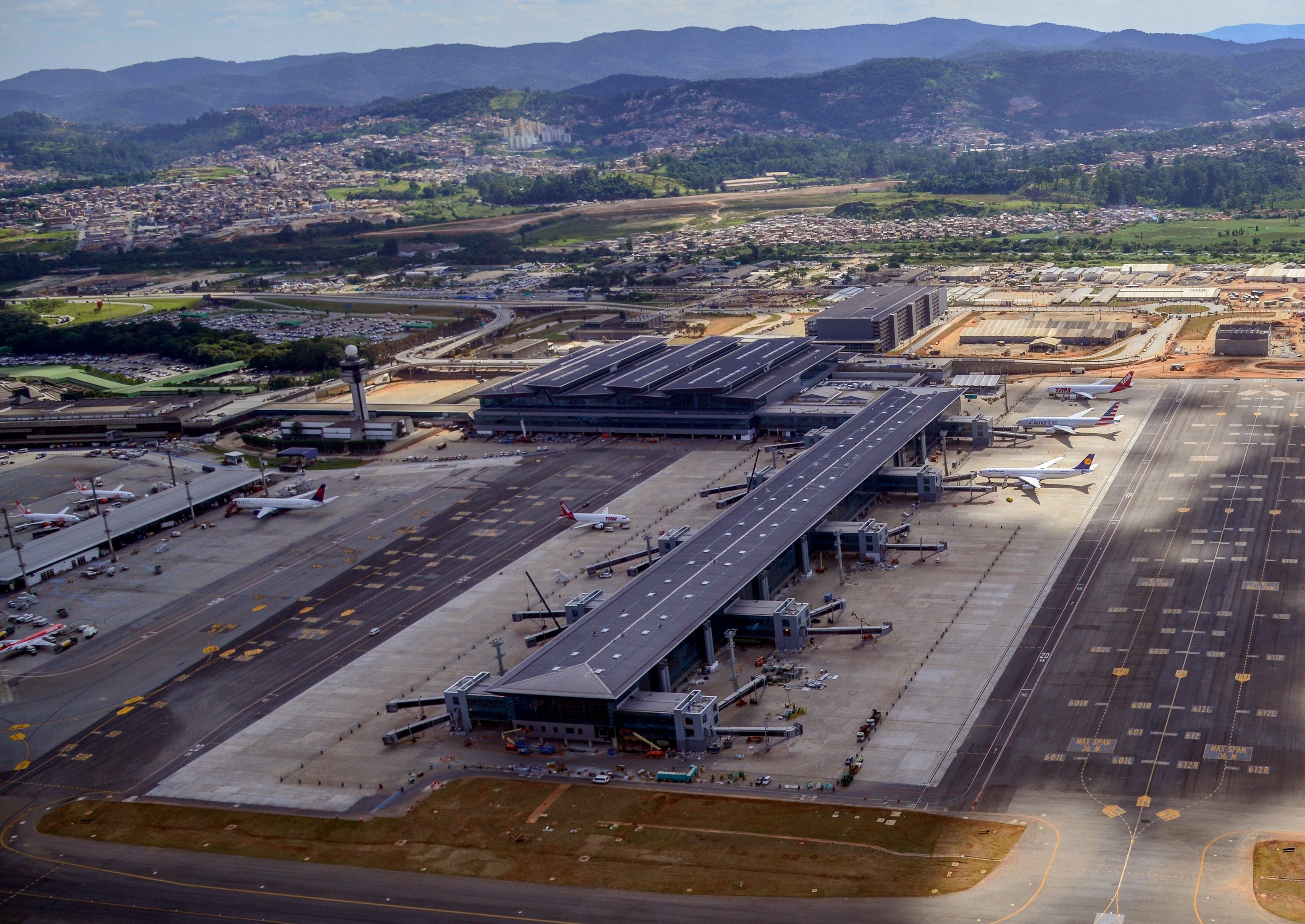
グアルーリョス国際空港

- グアルーリョス国際空港：サン・パウロ州グアルーリョス市
- タンクレド・ネヴェス国際空港：ミナス・ジェライス州コンフィンス（英語版）市